# Hemaris thysbe
Hemaris thysbe es un Lepidóptero de la familia Sphingidae. Es de color variable, pero en general el dorso es verde oliva en el tórax y marrón en el abdomen. El vientre es blanco, amarillo y marrón. Las alas son transparentes con un borde marrón rojizo. Las patas son de color claro. Puede mover las alas a gran velocidad y mantenerse en vuelo cuando liba néctar de las flores en forma similar a lo que hacen los picaflores. A veces se los confunde con ellos. Mide 40-55 mm. 

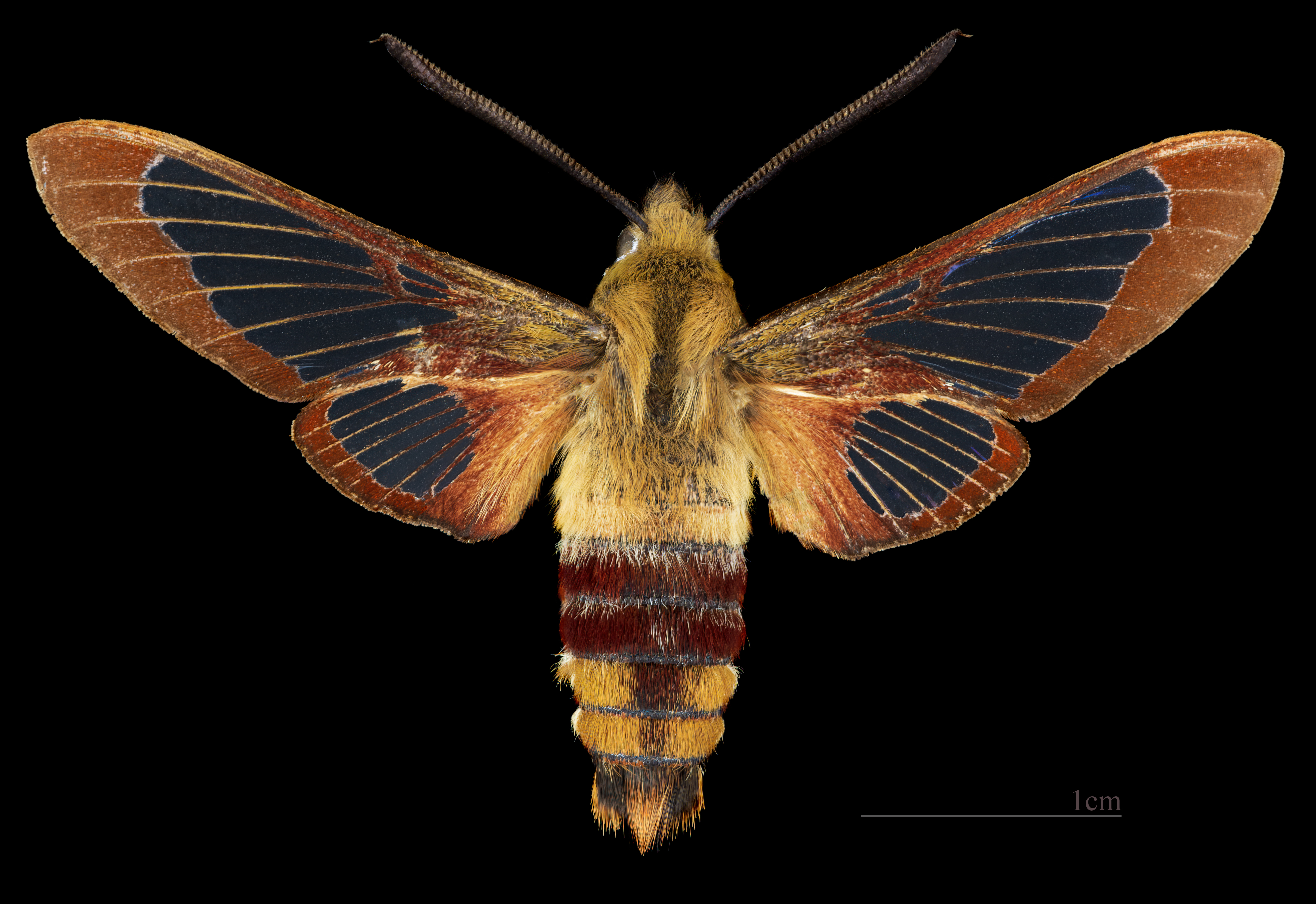
Hemaris thysbe ♂
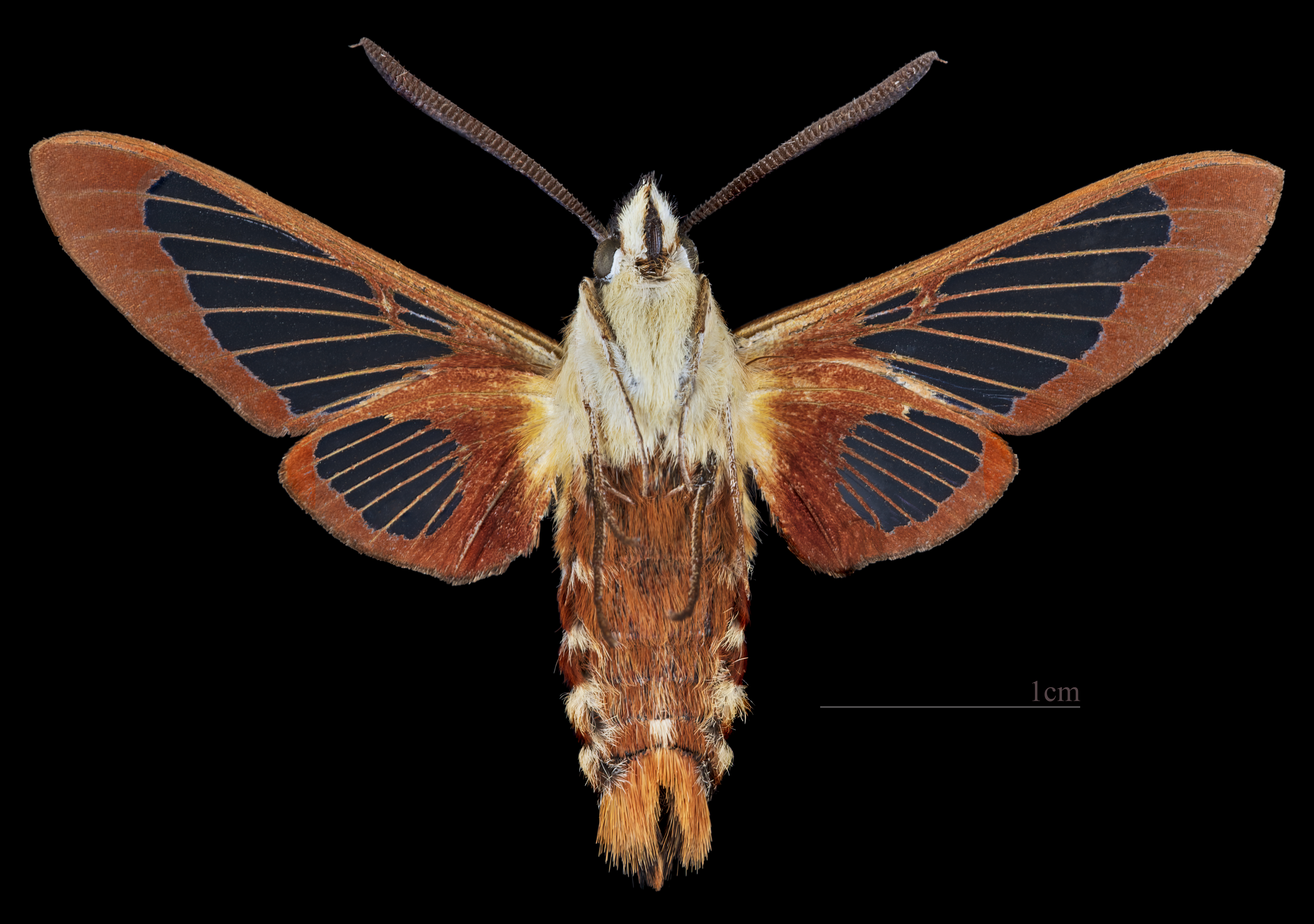
Hemaris thysbe ♂  △
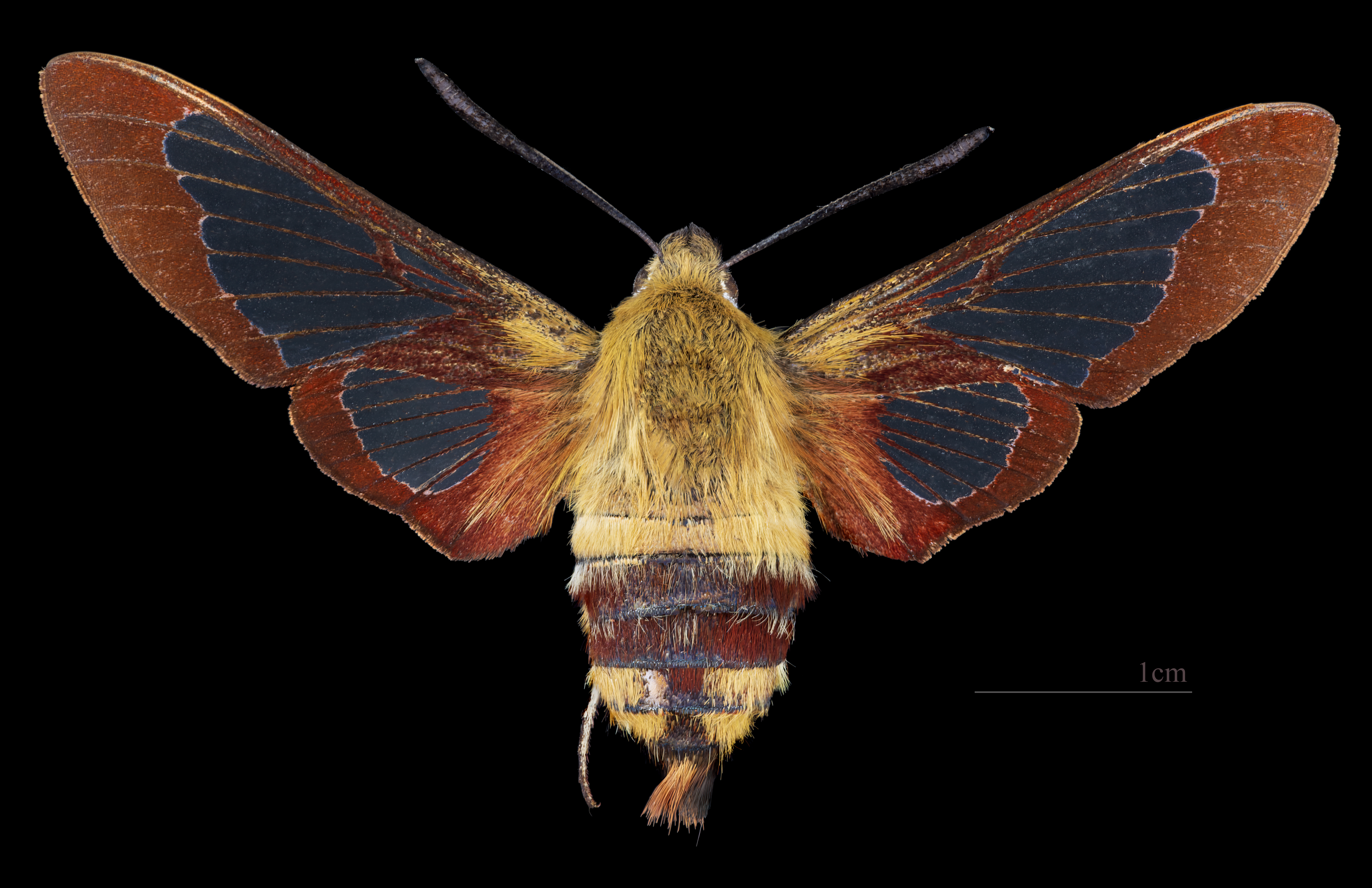
Hemaris thysbe ♀
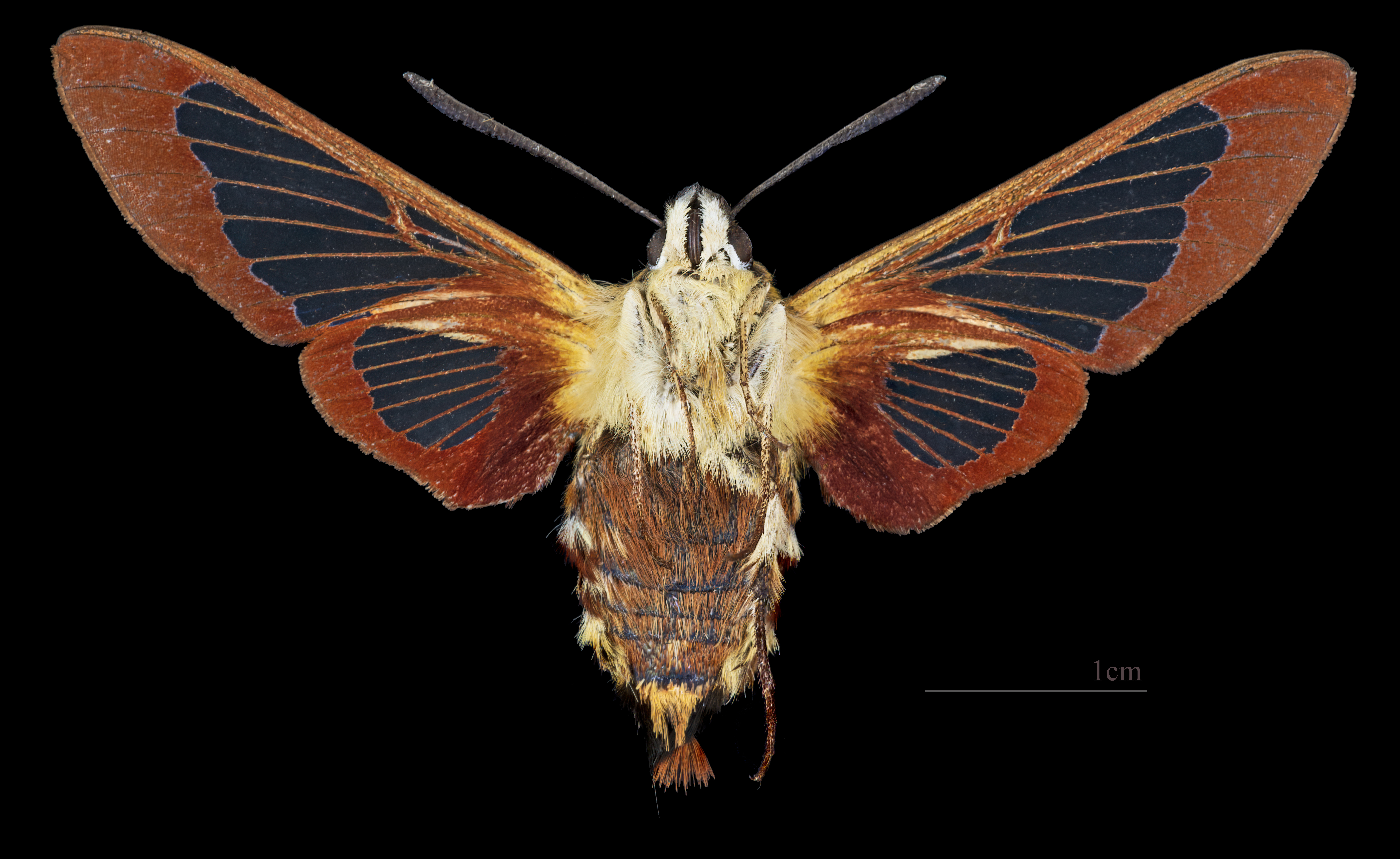
Hemaris thysbe ♀ △

Está distribuido ampliamente en los Estados Unidos, desde Alaska y Oregón hasta Maine y Florida. Es una especie migratoria[cita requerida] y es más común en el este del país. Alcanza a tener dos generaciones en la parte sur, pero solo una en el norte. Vuela de abril a agosto en el norte y de marzo a junio y de agosto a octubre más al sur.